# Jászszentlászló
Jászszentlászló je vas na Madžarskem, ki upravno spada pod podregijo Kiskunfélegyházi Županije Bács-Kiskun.